# Schwenningen, Sigmaringen
Schwenningen là một thị xã nằm ở huyện Sigmaringen, thuộc bang Baden-Württemberg, Đức

## Thị trưởng
- 1972–1988: Peter Allgaier[2]
- 1992–2016: Herbert Bucher[3] (FWV)
- Từ năm 2016: Roswitha Beck[4]